# Грабар Іван Григорович
Грабар Іван Григорович  (нар.15 травня 1954) — доктор технічних наук, професор, відмінник освіти України, академік Академії наук вищої освіти України, академік Академії технологічних наук України, член Національного комітету України з теоретичної і прикладної механіки України.

## Біографія
Народився 15 травня 1954 р. в селі Рудківка Житомирського району Житомирської області.
Закінчив Заможненську восьмирічну школу.
У 1976 р. закінчив Київський політехнічний інститут за спеціальністю «Технологія машинобудування, металорізальні верстати і інструменти».
В 1982 році закінчив аспірантуру Київського інституту інженерів цивільної авіації по кафедрі Конструкції і міцності літаючих апаратів
Кандидатську дисертацію зі спеціальності 01.02.06 — «Динаміка і міцність машин, приладів і апаратури» на тему «Нелінійні явища накопичення втомних пошкоджень в алюмінієвому матеріалі Д16АТВ» захистив у 1983 р. в Київському інституті інженерів цивільної авіації.
В 1991 році закінчив докторантуру Інституту металургії ім. А. А. Байкова АН СРСР (м. Москва), а в 1993 році захистив докторську дисертацію на тему «Термоактиваційний аналіз і точки біфуркації пластичного деформування і руйнування ОЦК і ГЦК металів в задачах прогнозування ресурсу роторів», присвячену розробці методології прискорених випробовувань роторів силових установок авіаційної і ракетно-космічної техніки.
З 1994 по 2008 рр. працював проректором з наукової роботи, першим проректором, завідувачем кафедри автомобілів Житомирського державного технологічного університету. З лютого 2008 року працює в ЖНАЕУ.

## Громадська діяльність
- Голова Житомирської обласної громадської організації «Фонд ІНТЕЛЕКТ ПОЛІССЯ»
- Голова Житомирської обласної організації Всеукраїнського товариства синергетики.

## Доробок
Розробив теоретичні засади прискорених сертифікаційних випробовувань натурних конструкцій авіаційної і ракетно-космічної техніки в умовах складного температурно-силового навантаження, що дозволяє скоротити час випробовувань у 10-100 разів при достовірності прогнозу не гірше 0,96.
Отримав важливі теоретичні узагальнення кінетики критичних явищ та електрофізичних процесів у деформованих перколяційно-фрактальних середовищах, що дозволило запропонувати технології виготовлення та використання нового класу надчутливих тензометричних пристроїв, в тому числі — і для тензометрії біологічних об'єктів.
Розробив теорію і запропонував більше 20 конструкцій нового класу гідро-вітро-коліс з орієнтаційо-змінною парусністю.
Розробив принципи конструювання, розрахунків та впровадження сучасних програмно-апаратних комплексів для дослідження кінематики та динаміки машин, вузлів і трансмісій.
Під керівництвом і при безпосередній участі проф. Грабара І. Г. викнувалось ряд важливих міжнародних наукових проектів:
- Проект гранту шостої рамкової програми Європейського Союзу № STRP 504937-1 «Multifunctional percolated nanostructured ceramics fabricated from hydroxylapatite»;
- Ряд проектів програми Темпу-Тасіс;
- Ряд проектів з випробовувань натурних конструкцій авіаційної і ракетно-космічної техніки на прискорене визначення граничної несучої здатності та ресурсу з авіаційно-космічними фірмами СРСР, Росії, США, Південної Кореї, України тощо.

Сфера наукових інтересів: синергетика і нелінійні явища, міцність машин, дослідження натурних конструкцій на граничну несучу здатність, сучасні технології, інновації в АПК, резонансна біоактивація води та її вплив на кінетику процесів в живій природі.
Автор більше 200 наукових праць та винаходів, серед яких :
1. Грабар І. Г. Термоактиваційний аналіз та синергетика руйнування. Наукова монографія. — Житомир. — ЖІТІ. — 2003. — 312 с.
2. Грабар І. Г., Яхно О. М.,Таурит Т. Г. Ветроэнергетика: расчет и конструирование ВЭУ. — Житомир, ЖИТИ, 2003. −255 с.
3. Грабар І. Г., Грабар О. І., Гутніченко О. А., Кубрак Ю. О. ПЕРКОЛЯЦІЙНО-ФРАКТАЛЬНІ МАТЕРІАЛИ: властивості, технології, застосування. Наукова монографія. — Житомир: ЖДТУ. — 2007 — 370 с.
4. Грабар І. Г., Титаренко В. Є. Система технологій і основи бізнес-планування. — Навчальний посібник. — Житомир, ЖІТІ, 2002. — 128 с.
5. Грабар І. Г., Ходаківський Є. І., Вознюк О. В., Возна Л. Ю. Синергетика економічних систем. — Житомир, ЖДТУ.Навчальний посібник. — 2003. — 244 с.
6. Грабар І. Г., Вінник В. Ю., Защипас С. М. Суховецька С. В. Комп"ютерний переклад. — Житомир, ЖДТУ. Навчальний посібник.- 2004. — 205 °C.
7. Грабар І. Г., Малиновський А. С., Лещенко М. І., Ходаківський Є. І. Технопарки інноваційного підприємництва. — Житомир. — ЖНАЕУ. — 2009. — 360 с.
8. Тензометричний пристрій професора Грабара для виміру механічних деформацій. Винахід України, 39401А, бюл.№ 5, 2001 р.
9. Грабар І. Г., Кубрак Ю. О. Деформовані перколяційно-фрактальні матеріали: новий клас надчутливих датчиків. — Mechanics 2004. Proceedings of the International Scientific Conference. — Rzeszuv. — 2004
10. Грабар І. Г., Грабар О. І. Фрак тали і тензори в наукових дослідженнях. — Житомир. — ЖДТУ.- 2007. — 69 с.
11. Грабар І. Г. Основи надійності машин. — Житомир. — ЖДТУ. — 1999. — 298 с.
12. Бурлака В. А., Грабар І. Г., Хом'як І.В Екологія відходів. Наукова монографія — Житомир.- Рута.- 2007. — 512 с.
13. Грабар І. Г., Рисіч А. В. Гідро вітроколесо з орієнтаційно-змінною вітрильністю. — Патент України № 20609 від 15.02.2007
14. І. Г. Грабар, Г. П. Водяницький. Теорія та технологія наукових досліджень. — Житомир, 2013. [Архівовано 7 листопада 2016 у Wayback Machine.]

## Нагороди
- «Знак Пошани»
- Знаком МОНУ «Петро Могила», заслужений професор ЖДТУ

## Сім'я
Одружений, дружина Грабар Тетяна Петрівна, вчителька. Має двох доньок — Ольгу та Олену.